# Audrey Tautou
Audrey Justine Tautou (; n. 9 august 1976, Beaumont, Auvergne, Franța) este o actriță și fotomodel francez. A câștigat Premiul César pentru cea mai promițătoare actriță pentru rolul ei din Vénus Beauté (Institut) în 2000.

## Filmografie
| An   | Titlu                          | Rol                     | Note                                                 |
| ---- | ------------------------------ | ----------------------- | ---------------------------------------------------- |
| 1999 | Venus Beauty Institute         | Marie                   |                                                      |
| 1999 | Triste à mourir                | Caro                    | Scurtmetraj                                          |
| 2000 | Épouse-moi                     | Marie-Ange              |                                                      |
| 2000 | Pretty Devils                  | Anne-Sophie             | Titlu original: Voyou, voyelles                      |
| 2000 | Le Libertin                    | Julie d'Holbach         |                                                      |
| 2000 | Happenstance                   | Irène                   | Titlu original: Le Battement d'ailes du papillon     |
| 2001 | Amélie                         | Amélie Poulain          |                                                      |
| 2001 | God Is Great and I'm Not       | Michèle                 | Titlu original: Dieu est grand, je suis toute petite |
| 2002 | He Loves Me... He Loves Me Not | Angélique               | Titlu original: À la folie... pas du tout            |
| 2002 | L'Auberge espagnole            | Martine                 | Alte titluri: The Spanish Apartment; Pot Luck        |
| 2002 | Dirty Pretty Things            | Senay Gelik             |                                                      |
| 2003 | Les Marins perdus              | Lalla                   |                                                      |
| 2003 | Not on the Lips                | Huguette Verberie       | Titlu original: Pas sur la bouche                    |
| 2003 | Happy End                      | Val Chipzik             |                                                      |
| 2004 | A Very Long Engagement         | Mathilde                |                                                      |
| 2005 | The Russian Dolls              | Martine                 | Titlu original: Les Poupées russes                   |
| 2006 | The Da Vinci Code              | Sophie Neveu            |                                                      |
| 2006 | Priceless                      | Irène                   |                                                      |
| 2007 | Hunting and Gathering          | Camille Fauque          | Titlu original: Ensemble, c'est tout                 |
| 2009 | Coco Before Chanel             | Gabrielle 'Coco' Chanel |                                                      |
| 2010 | De vrais mensonges             | Emilie Dandrieux        | Alte titluri: Beautiful Lies; Full Treatment         |
| 2011 | Delicacy                       | Nathalie Kerl           | Titlu original: La délicatesse                       |
| 2012 | Des vents contraires           | Sarah Anderen           |                                                      |
| 2012 | Thérèse D                      | Thérèse Desqueyroux     |                                                      |
| 2013 | Mood Indigo                    | Chloé                   | Titlu original: L’Écume des jours                    |
| 2013 | Chinese Puzzle                 | Martine                 | Titlu original: Casse-tête chinois                   |
| 2015 | Microbe & Gasoline             | Marie-Thérèse Guéret    | Titlu original: Microbe et Gasoil                    |
| 2015 | Eternity                       |                         |                                                      |
| 2016 | L'Odyssée                      |                         |                                                      |

| An   | Titlu                          | Rol                    | Note                                |
| ---- | ------------------------------ | ---------------------- | ----------------------------------- |
| 1996 | Cœur de cible                  |                        | Film TV                             |
| 1997 | La Vérité est un vilain défaut | The telephone operator | Film TV                             |
| 1997 | Les Cordier, juge et flic      | Léa                    | Film TV, episodul Le Crime d'à côté |
| 1998 | La Vieille Barrière            | A girl in the district | Film TV                             |
| 1998 | Bébés boum                     | Elsa                   | Film TV                             |
| 1998 | Chaos technique                | Lisa                   | Film TV                             |
| 1998 | Julie Lescaut                  | Tracy                  | Film TV, episodul Bal masqué        |
| 1999 | Le Boiteux                     | Blandine Piancet       | Film TV, episodul Baby blues        |

## Teatru
| An   | Show           | Rol  | Note                    |
| ---- | -------------- | ---- | ----------------------- |
| 2010 | A Doll's House | Nora | Théâtre de la Madeleine |
| 2011 | A Doll's House | Nora | Tour                    |